# Gelmersee
Gelmersee är ett vattenmagasin och en sjö i Schweiz. Den ligger i den centrala delen av landet, 80 km sydost om huvudstaden Bern i regionen Berner Oberland. Gelmersee ligger 1 829 meter över havet. Arean är 65 kvadratkilometer. Den sträcker sig 1,1 kilometer i nord-sydlig riktning, och 1,3 kilometer i öst-västlig riktning.
Vattenmagasinets dammbyggnad blev klar 1929. I sjön introducerades Kanadaröding (Salvelinus namaycush).
Trakten runt Gelmersee består i huvudsak av bergstundra. Runt Gelmersee är det mycket glesbefolkat, med 2 invånare per kvadratkilometer.